# Missouri Valley Conference
La Missouri Valley Conference è un'associazione sportiva universitaria di tutto il panorama sportivo statunitense, fondata nel 1907.
Delle sette squadre che fondarono la conference l'unica attualmente presente è Drake. I club attualmente presenti sono 12 e sono provenienti prevalentemente dal Midwest; la sede si trova a Saint Louis, nel Missouri.

## Le squadre
- Belmont Bruins
- Bradley Braves
- Drake Bulldogs
- Evansville Purple Aces
- Illinois State Redbirds
- Indiana State Sycamores
- Missouri State Bears
- Murray State Racers
- Northern Iowa Panthers
- Southern Illinois Salukis
- UIC Flames
- Valparaiso Beacons